# ラマヌジャンのタウ函数
ラマヌジャンのタウ関数（ラマヌジャンのタウかんすう）は， Ramanujan (1916) によって研究された関数で，次の等式によって定義される関数 τ: N → Z である：
{\displaystyle \sum _{n\geq 1}\tau (n)q^{n}=q\prod _{n\geq 1}(1-q^{n})^{24}=\eta (z)^{24}=\Delta (z),}
ただし Im z > 0 なる z に対し q = exp(2πiz) であり，η はデデキントのイータ関数であり，関数 Δ(z) はラマヌジャンのデルタ関数と呼ばれる，ウェイト12，レベル1の正則尖点形式である．それは整数を24個の平方数の和として表す方法が何通りあるか、数えるときの「誤差項」に関連して現れる．イアン・G・マクドナルド (Ian G. Macdonald) による公式が Dyson (1972) において与えられた．

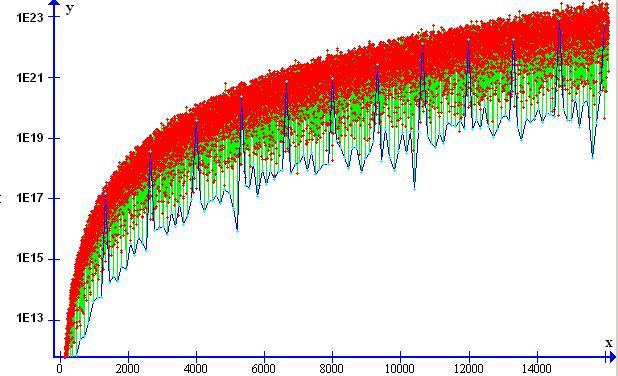
対数スケールでの n < 16,000 に対する の値．青い線は 121 の倍数であるような n の値だけを拾い出している．

## 値
タウ関数の最初のいくつかの値は以下の表で与えられる（オンライン整数列大辞典の数列 A000594）：
| n    | 1 | 2   | 3   | 4     | 5    | 6     | 7      | 8     | 9       | 10      | 11     | 12      | 13      | 14     | 15      | 16     |
| τ(n) | 1 | −24 | 252 | −1472 | 4830 | −6048 | −16744 | 84480 | −113643 | −115920 | 534612 | −370944 | −577738 | 401856 | 1217160 | 987136 |

## ラマヌジャン予想
Ramanujan (1916) は τ(n) の次の3つの性質を観察したが証明はしなかった：
- τ(mn) = τ(m)τ(n) が gcd(m, n) = 1 のとき成り立つ（つまり τ は乗法的関数である）．
- τ(pr + 1) = τ(p)τ(pr) − p11τ(pr − 1) が p が素数で r > 0 のとき成り立つ．
- |τ(p)| ≤ 2p11/2 がすべての素数 p に対して成り立つ．

最初の2つの性質は Mordell (1917) によって証明され，ラマヌジャン予想と呼ばれる3つ目は，Deligne により1974年にヴェイユ予想の彼の証明の結果として証明された（具体的には，彼はヴェイユ予想をクガ・サトウ多様体に適用することによって証明した）．

## タウ関数の合同関係
k ∈ Z と n ∈ Z>0 に対して，σk(n) を n の約数の k 乗の和として定義する．タウ関数はいくつかの合同式を満たし，その多くが σk(n) を用いて表せる．いくつかを挙げる：
1. {\displaystyle \tau (n)\equiv \sigma _{11}(n)\ {\bmod {\ }}2^{11}{\text{ for }}n\equiv 1\ {\bmod {\ }}8}[2]
2. {\displaystyle \tau (n)\equiv 1217\sigma _{11}(n)\ {\bmod {\ }}2^{13}{\text{ for }}n\equiv 3\ {\bmod {\ }}8}[2]
3. {\displaystyle \tau (n)\equiv 1537\sigma _{11}(n)\ {\bmod {\ }}2^{12}{\text{ for }}n\equiv 5\ {\bmod {\ }}8}[2]
4. {\displaystyle \tau (n)\equiv 705\sigma _{11}(n)\ {\bmod {\ }}2^{14}{\text{ for }}n\equiv 7\ {\bmod {\ }}8}[2]
5. {\displaystyle \tau (n)\equiv n^{-610}\sigma _{1231}(n)\ {\bmod {\ }}3^{6}{\text{ for }}n\equiv 1\ {\bmod {\ }}3}[3]
6. {\displaystyle \tau (n)\equiv n^{-610}\sigma _{1231}(n)\ {\bmod {\ }}3^{7}{\text{ for }}n\equiv 2\ {\bmod {\ }}3}[3]
7. {\displaystyle \tau (n)\equiv n^{-30}\sigma _{71}(n)\ {\bmod {\ }}5^{3}{\text{ for }}n\not \equiv 0\ {\bmod {\ }}5}[4]
8. {\displaystyle \tau (n)\equiv n\sigma _{9}(n)\ {\bmod {\ }}7{\text{ for }}n\equiv 0,1,2,4\ {\bmod {\ }}7}[5]
9. {\displaystyle \tau (n)\equiv n\sigma _{9}(n)\ {\bmod {\ }}7^{2}{\text{ for }}n\equiv 3,5,6\ {\bmod {\ }}7}[5]
10. {\displaystyle \tau (n)\equiv \sigma _{11}(n)\ {\bmod {\ }}691.}[6]

素数 p ≠ 23 に対して，次が成り立つ：
1. {\displaystyle \tau (p)\equiv 0\ {\bmod {\ }}23{\text{ if }}\left({\frac {p}{23}}\right)=-1}
2. {\displaystyle \tau (p)\equiv \sigma _{11}(p)\ {\bmod {\ }}23^{2}{\text{ if }}p{\text{ is of the form }}a^{2}+23b^{2}}[8]
3. {\displaystyle \tau (p)\equiv -1\ {\bmod {\ }}23{\text{ otherwise}}.}

## τ(n)に関する予想
f はウェイト k の integer newform でありフーリエ係数 a(n) は整数であるとする．次の問題を考える： f が虚数乗法をもたないとき，ほとんどすべての素数 p は {\displaystyle a(p)\neq 0{\bmod {p}}} という性質を持つことを証明せよ．実際，多くの素数はこの性質を持たなければならず，したがってそれらは ordinary と呼ばれる．ドリーニュとセールによってガロワ表現について大きな進展があり，p と互いに素な n に対して a(n) mod p が決定されたが，a(p) mod p の計算方法の手掛かりは得られていない．この点での唯一の定理はエルキースのモジュラー楕円曲線に対する有名な結果であり，それは確かに無限個の素数 p に対して a(p) = 0 でありしたがって 0 mod p であることを保証する．無限個の素数 p に対して a(p) ≠ 0 mod p なるウェイト > 2 の虚数乗法を持たない f の例は知られていない（ほとんどすべての p に対しては正しいのであるが）．無限個の p に対して a(p) = 0 mod p であるような例もまた知られていない．本当に無限個の p に対して a(p) = 0 mod p であるのかどうか疑い始めた人々もいた．証拠として多くの人は（ウェイト 12 の）ラマヌジャンの τ(p) を挙げた．τ(p) = 0 mod p であることが分かっている最大の p は p = 7758337633 である．方程式 τ(p) ≡ 0 mod p の解は 1010 まででは p = 2, 3, 5, 7, 2411, 7758337633 のみである．
Lehmer (1947) はすべての n に対して τ(n) ≠ 0 であると予想し，これはレーマーの予想と呼ばれることもある．レーマーは n < 214928639999 に対して予想が正しいことを証明した (Apostol 1997, p. 22)．次の表はこの条件がいくつまでの n について成り立つかの進展をまとめたものである．
| n                        | 文献                                |
| ------------------------ | ----------------------------------- |
| 3316799                  | Lehmer (1947)                       |
| 214928639999             | Lehmer (1949)                       |
| 1015                     | Serre (1973, p. 98), Serre (1985)   |
| 1213229187071998         | Jennings (1993)                     |
| 22689242781695999        | Jordan and Kelly (1999)             |
| 22798241520242687999     | Bosman (2007)                       |
| 982149821766199295999    | Zeng and Yin (2013)                 |
| 816212624008487344127999 | Derickx, van Hoeij, and Zeng (2013) |